# Lotto Belgium Tour 2017
De Lotto Belgium Tour of Ronde van België voor vrouwen 2017 was de zesde editie van deze rittenkoers die van 5 tot 8 september werd verreden. De ronde ging van start met een proloog in Nieuwpoort en finishte met een etappe over de Muur van Geraardsbergen. Titelverdedigster Annemiek van Vleuten was niet aanwezig. Deze editie werd gewonnen door haar landgenote Anouska Koster. Jolien D'Hoore was de beste Belgische op de vierde plek.

## Deelnemende ploegen
| UCI-teams                   | Clubteams             | Nationale selecties |
| --------------------------- | --------------------- | ------------------- |
| WM3 Pro Cycling             | Isorex                | Duitsland           |
| Wiggle High5                | Jan van Arckel        | Polen               |
| Canyon-SRAM                 | Equano                | Verenigde Staten    |
| BTC City Ljubljana          | De sprinters Malderen | Noorwegen           |
| Drops                       | Autoglas Wetteren     |                     |
| Astana Women's Team         | Keukens Redant        |                     |
| Lensworld-Kuota             |                       |                     |
| Lotto Soudal Ladies         |                       |                     |
| Lares-Waowdeals             |                       |                     |
| Sport Vlaanderen-Guill D'or |                       |                     |
| Lointek                     |                       |                     |
| SAS-Macogrep                |                       |                     |

## Etappe-overzicht
| etappe | datum       | start          | finish         | profiel    | afstand | winnaar        | klassementsleider |
| ------ | ----------- | -------------- | -------------- | ---------- | ------- | -------------- | ----------------- |
| P.     | 5 september | Nieuwpoort     | Nieuwpoort     | Proloog    | 4,3 km  | Jolien D'Hoore | Jolien D'Hoore    |
| 1e     | 6 september | Ninove         | Ninove         | Vlakke rit | 114 km  | Marianne Vos   | Marianne Vos      |
| 2e     | 7 september | Herselt        | Herselt        | Heuvelrit  | 107 km  | Jolien D'Hoore | Jolien D'Hoore    |
| 3e     | 8 september | Geraardsbergen | Geraardsbergen | Heuvelrit  | 114 km  | Anouska Koster | Anouska Koster    |

## Klassementenverloop
De gouden trui wordt uitgereikt aan de rijdster met de laagste totaaltijd.
 De groene trui wordt uitgereikt aan de rijdster met de meeste punten van de etappefinishes.
 De bolletjestrui wordt uitgereikt aan de rijdster met de meeste behaalde punten uit bergtop passages.
 De gele jongerentrui wordt uitgereikt aan de eerste rijdster tot 23 jaar in het algemeen klassement.
 De zwarte trui wordt uitgereikt aan de eerste Belgische rijdster in het algemeen klassement.
| Etappe           | Winnaar          | Algemeen klassement | Puntenklassement | Bergklassement  | Beste jongere  | Beste Belgische | Ploegenklassement |
| ---------------- | ---------------- | ------------------- | ---------------- | --------------- | -------------- | --------------- | ----------------- |
| Proloog          | Jolien D'Hoore   | Jolien D'Hoore      | Jolien D'Hoore   | niet uitgereikt | Coryn Rivera   | Jolien D'Hoore  | Canyon-SRAM       |
| 1                | Marianne Vos     | Marianne Vos        | Marianne Vos     | Megan Guarnier  | Coryn Rivera   | Jolien D'Hoore  | Verenigde Staten  |
| 2                | Jolien D'Hoore   | Jolien D'Hoore      | Jolien D'Hoore   | Vita Heine      | Coryn Rivera   | Jolien D'Hoore  | Verenigde Staten  |
| 3                | Anouska Koster   | Anouska Koster      | Marianne Vos     | Vita Heine      | Anouska Koster | Jolien D'Hoore  | WM3               |
| Eindklassementen | Eindklassementen | Anouska Koster      | Marianne Vos     | Vita Heine      | Anouska Koster | Jolien D'Hoore  | WM3               |